# Franz Fuiko
Franz Fuiko (* 31. Juli 1964 in Griffen ) ist ein österreichischer Koch.

## Werdegang
Nach der Ausbildung ab 1979 in Pörtschach und Arlberg ging Fuiko zum Restaurant Mattes nach Wien, zum Restaurant Le Petit Nice bei Gérald Passédat in Marseille (zwei Michelinsterne), auf die Vistafjord, zum Hotel Seespitz in Ischgl und zum Gramshammer nach Vail (Colorado).
1987 kam er nach Österreich zurück und wurde Patron vom Mesnerhaus in Mauterndorf, das mit zwei Gault Millau Hauben ausgezeichnet wurde. 1994 wurde er vom Gault-Millau zu Österreichs Koch des Jahres gekürt. Von Ende 2007 bis Ende 2017 war Fuiko Küchenchef und Geschäftsführer des Carpe Diem Finest Fingerfood in der Getreidegasse in Salzburg, das 2013 mit einem Michelinstern ausgezeichnet wurde.
Seit 2012 betreibt Fuiko das Apartmenthotel MountainVita in Obertauern. 

## Privates
Franz Fuikos Sohn Fabian Fuiko ist ebenfalls Koch und hat seit 2018 sein eigenes Restaurant Greisslerei in Oberursel bei Frankfurt.

## Auszeichnungen
- 1994: Koch des Jahres in Österreich von Gault-Millau
- 2013: Ein Stern im Guide Michelin 2014 für das Restaurant Carpe Diem Finest Fingerfood

## Veröffentlichungen
- Genieße den Tag. Sinnlich kochen mit Franz Fuiko. Rolf Heyne 2014, ISBN 978-3899105926.